# ورونیکا تصمیم می‌گیرد بمیرد (فیلم)
ورونیکا تصمیم می‌گیرد بمیرد (انگلیسی: Veronika Decides to Die) فیلمی به کارگردانی امیلی یانگ است که در سال ۲۰۰۹ منتشر شد.

## بازیگران
- سارا میشل گلر
- جاناتان توکر
- اریکا کریستنسن
- ملیسا لیو
- دیوید تیولیس
- اریکا گیمپل
- باربارا سکووا
- ولید زعیتر